# Emanuel Dening
Fernando Emanuel Dening (Goya, 4 luglio 1988) è un calciatore argentino, attaccante del San Miguel.

## Caratteristiche tecniche
È un'ala destra.

## Carriera
Cresciuto nel settore giovanile del Newell's Old Boys, ha esordito in prima squadra il 22 agosto 2009 disputando l'incontro di campionato vinto 1-0 contro l'Independiente.